# 阿倫·迪雲西
阿倫·恩斯特·迪雲西（英語：Alan Ernest Devonshire，1956年4月13日—）是一名前英格蘭足球運動員。現任梅頓赫德領隊。迪雲西司職翼鋒他曾效力於1980年贏得足總盃冠軍的韋斯咸和1992年結束職業生涯時的屈福特。迪雲西在1980年至1983年期間為英格蘭隊贏得8場比賽。其後他成為梅頓赫德、漢普頓列治蒙堡和布倫特里領隊。

## 球員生涯

### 早期
迪雲西出生在皇家公園，當時是米德爾塞克斯的一部份，他曾是一名學徒球員，但在14歲時因身材太小而被水晶宮拒之門外。兩年後，他回到施靴斯公園球場並參加幾場青年隊比賽，但再次被球會解約，這次是由前韋斯咸球員和水晶宮領隊馬爾科姆·艾利森做的決定。迪雲西開始為非聯賽的索斯赫爾效力，並因此引起雷丁、修咸頓和賓福特等聯賽球會的注意。白天，他在米德爾塞克斯佩里韋爾的胡佛工廠擔任堆高機司機。在此期間，韋斯咸球探埃迪·貝利和查理·福克納發現他為索斯赫爾效力，他們將他推薦給韋斯咸的領隊朗·格連活。迪雲西於1976年以5,000英鎊的價格加盟韋斯咸，這筆便宜的轉會導致他被稱為“韋斯咸有史以來最好的收購”。

### 韋斯咸
迪雲西於1976年10月27日在聯賽盃對昆士柏流浪的比賽中首次代表韋斯咸，韋斯咸以2-0落敗。三天後，他的首場上陣的聯賽於1976年10月30日對陣西布朗的比賽，亦以3-0落敗。迪雲西很快就成為球迷的最受歡迎球員，球迷們稱他為“Dev”。迪雲西像工人一樣的態度是球迷可以理解的。他還以他從西倫敦的家中乘搭倫敦地鐵前往主場進行比賽來增強與支持者的關係。 
在迪雲西的第一個賽季，即1976-77賽季，他在所有比賽中29場比賽上陣，但沒有入球。對於韋斯咸來說，這是一個糟糕的賽季，他們在甲級聯賽中排名第17位，僅比降斑的球隊高出兩分。接下來的賽季，即1977-78 賽季，迪雲西在1977年11月12日以3-3的比分在烏普頓公園為球會射入第一個入球。他在該賽季上陣38場比賽，射入3個入球。不幸的是，對於韋斯咸來說，他的努力無法阻止他們在排名第20位後降班到乙組聯賽。1978-79賽季，韋斯咸在降級後重建球隊。迪雲西是球隊的常規球員，在乙組聯賽中獲得第5名。他在那個賽季可能上陣42場聯賽中的41場，並被選為該賽季的最佳球員。韋斯咸於1979-80賽季仍未能晉級。然而，他們確實打入1980年足總盃決賽，迪雲西獲得足總盃冠軍獎牌，韋斯咸在溫布利以1-0的比分擊敗熱門球隊、衛冕冠軍和歐洲盃賽冠軍盃決賽入圍者阿仙奴，杜利華·布祿瓊接應迪雲西的傳中射入致勝一球。他還在艾蘭路的準決賽重賽中射入一球，幫助球隊以2-1戰勝愛華頓 。
在1980-81賽季，迪雲西的事業蒸蒸日上。迪雲西與布祿瓊的合作構成韋斯咸推動重返甲組聯賽的基石。他還首次參加歐洲足球比賽，並且是進入1981年聯賽盃決賽的球隊成員。當他們贏得晉級時，他獲得乙組聯賽冠軍獎牌，只輸掉四場比賽。在1984年1月7日的一場比賽之前，迪雲西一直是韋斯咸在甲組聯賽的常規球員。在足總盃對陣維岡競技的比賽中，他的右膝斷裂三處韌帶。1985年3月，他試圖在對陣溫布爾登的兩場杯賽中復出，但又一次失敗。1985年8月17日，在對伯明翰的比賽中，他從第一次受傷到完全回歸已經過了19個月。他長時間的傷病導致他失去一些速度，但仍然保持良好的傳球能力。在1985-86賽季韋斯咸在甲組聯賽中排名第三時，他為隊友東尼·葛地和法蘭·麥艾雲尼二人射入的許多入球交出致命傳送。
傷病在1987-88賽季的首場比賽中再次打擊迪雲西。在對昆士柏流浪的比賽中僅僅15分鐘，他就跟腱斷裂。這迫使他缺席一年多的比賽，到他回歸時，韋斯咸正在走下坡路。1988-89賽季，他只在20場聯賽上陣而沒有入球，因此韋斯咸被降班至乙組聯賽。1989-90賽季，領隊約翰·里爾被盧·馬卡利取代，後者負責重建韋斯咸。迪雲西很少出場比賽，那個賽季只在聯賽中出場七次。盧·馬卡里在同一個賽季又被比利·邦士所取代，他在1990年5月授予迪雲西免費轉會。迪雲西最後一次代表韋斯咸出場是在 1990年2月14日，當時他在聯賽盃半決賽中以6-0負於奧咸的比賽中入替加里·斯特羅德。他的表現，以及其他經驗豐富的韋斯咸球員林·柏拉迪、菲爾·柏堅斯、艾雲·馬田和朱利安·迪斯的表現，在這一場被稱為“情人節大屠殺”的比賽中被描述為“令人尷尬的無助” 。迪雲西在14年裡上陣448場比賽，射入32球。

### 屈福特
1990年，迪雲西與屈福特簽約，在那裡他效力了兩個球季，然後於1992年退出聯賽。他繼續擔任非聯賽球會切柏咸體育的球員兼教練。

## 國際賽生涯
迪雲西被他在韋斯咸的前任領隊朗·格連活選中為英格蘭國家隊效力。1980年5月20日，他在與北愛爾蘭的1-1和局中首次上陣。格連活於1980年5月31日在與澳洲的友誼賽中再次徵召他，英格蘭以2-1獲勝。不幸的是，對於迪雲西來說，他的位置和足球風格也是格連·荷杜的風格，後者被認為是國際賽的首選。1982年5月25日，迪雲西不得不等待兩年才能獲得下一次出場機會，在2-0戰勝荷蘭的比賽中上陣。1982年6月2日，另一場比賽以1-1戰平冰島。這兩場比賽都是1982年世界盃前的熱身賽。迪雲西被淘汰出決賽週陣容。1982年10 月，新任英格蘭隊領隊波比·笠臣試圖重建一支老齡化的英格蘭隊，他重召迪雲西入隊。在對西德的比賽中，英格蘭隊以2-1的比分輸給西德隊。他最後兩次出場，對希臘和盧森堡的比賽是在1983年底，這是迪雲西在國際賽中的唯一的出場，這些比賽是1984年歐洲國家盃的預賽。

## 領隊生涯
迪雲西擔任非聯賽球會奧斯特利和賓福特女子隊的領隊以開始他的領隊生涯。然後，他成為南部聯賽球會漢普頓列治蒙堡的領隊。他之前是梅頓赫德的領隊。
作為漢普頓列治蒙堡的領隊，他帶領球會從依斯米安聯賽甲組南區進入南區聯賽附加賽決賽。在迪雲西帶領的第一個賽季，他帶領他們在依斯米安聯賽甲組南區中獲得第五名，由於聯賽的重組，這足以讓球會升班至依斯米安聯賽超聯組。然後，他帶領球會在他們的首個賽季中獲得第六名，在賽季最後一天因淨勝球差錯過附加賽。2005-06賽季，迪雲西帶領球隊進入季後賽。作客對海布里奇雨燕的點球大戰中贏得一場戲劇性的附加賽準決賽後，球隊作客對陣費舍爾競技，以3-0擊敗漢普頓。迪雲西終於帶領讓漢普頓列治蒙堡升班，將依斯米安聯賽冠軍帶到球會。在他們在英格蘭足球議會全國聯賽南部聯盟的首個賽季中，他成功地帶領他的球隊在聯盟中排名第三，並進入了英格蘭足球議會全國聯賽的附加賽。
2011年5月23日，迪雲西被任命為新晉會議國家球會布倫特里的領隊。在拒絕了新合約的提議後，迪雲西於2015年4月17日離開球會。2015年5月5日，他被任命為他的前球會之一，即國家聯盟南部球會梅頓赫德的領隊。

## 生涯數據
| 球會     | 賽季     | 聯賽     | 聯賽 | 聯賽 | 英格蘭足總盃 | 英格蘭足總盃 | 英格蘭聯賽盃 | 英格蘭聯賽盃 | 歐洲 | 歐洲 | 其他 | 其他 | 總計 | 總計 |
| 球會     | 賽季     | 層級     | 出賽 | 進球 | 出賽         | 進球         | 出賽         | 進球         | 出賽 | 進球 | 出賽 | 進球 | 出賽 | 進球 |
| -------- | -------- | -------- | ---- | ---- | ------------ | ------------ | ------------ | ------------ | ---- | ---- | ---- | ---- | ---- | ---- |
| 韋斯咸   | 1976–77  | 甲組     | 27   | 0    | 0            | 0            | 1            | 0            | —    | —    | —    | —    | 27   | 0    |
| 韋斯咸   | 1977–78  | 甲組     | 32   | 3    | 3            | 0            | 1            | 0            | —    | —    | —    | —    | 36   | 3    |
| 韋斯咸   | 1978–79  | 乙組     | 41   | 5    | 1            | 0            | 1            | 0            | —    | —    | —    | —    | 43   | 5    |
| 韋斯咸   | 1979–80  | 乙組     | 34   | 5    | 8            | 1            | 7            | 0            | —    | —    | —    | —    | 49   | 6    |
| 韋斯咸   | 1980–81  | 乙組     | 39   | 6    | 3            | 0            | 9            | 0            | 4    | 0    | 1    | 0    | 56   | 6    |
| 韋斯咸   | 1981–82  | 甲組     | 35   | 1    | 1            | 0            | 5            | 0            | —    | —    | —    | —    | 41   | 1    |
| 韋斯咸   | 1982–83  | 甲組     | 39   | 3    | 1            | 0            | 6            | 0            | —    | —    | —    | —    | 46   | 3    |
| 韋斯咸   | 1983–84  | 甲組     | 22   | 1    | 1            | 0            | 4            | 2            | —    | —    | —    | —    | 27   | 3    |
| 韋斯咸   | 1984–85  | 甲組     | 0    | 0    | 2            | 0            | 0            | 0            | —    | —    | —    | —    | 2    | 0    |
| 韋斯咸   | 1985–86  | 甲組     | 38   | 3    | 6            | 0            | 3            | 0            | —    | —    | —    | —    | 47   | 3    |
| 韋斯咸   | 1986–87  | 甲組     | 20   | 2    | 3            | 0            | 4            | 0            | —    | —    | —    | —    | 27   | 2    |
| 韋斯咸   | 1987–88  | 甲組     | 1    | 0    | 0            | 0            | 0            | 0            | —    | —    | —    | —    | 1    | 0    |
| 韋斯咸   | 1988–89  | 甲組     | 14   | 0    | 7            | 0            | 4            | 0            | —    | —    | —    | —    | 25   | 0    |
| 韋斯咸   | 1989–90  | 乙組     | 3    | 0    | 0            | 0            | 0            | 0            | —    | —    | 1    | 0    | 4    | 0    |
| 韋斯咸   | 總計     | 總計     | 358  | 29   | 36           | 1            | 48           | 2            | 4    | 0    | 2    | 0    | 448  | 32   |
| 屈福特   | 1990–91  | 乙組     | 24   | 1    | 1            | 0            | 1            | 0            | —    | —    | 0    | 0    | 26   | 1    |
| 屈福特   | 1991–92  | 乙組     | 1    | 0    | 0            | 0            | 0            | 0            | —    | —    | 0    | 0    | 1    | 0    |
| 屈福特   | 總計     | 總計     | 25   | 1    | 1            | 0            | 1            | 0            | —    | —    | 0    | 0    | 27   | 1    |
| 生涯總計 | 生涯總計 | 生涯總計 | 383  | 30   | 37           | 1            | 49           | 2            | 4    | 0    | 2    | 0    | 459  | 33   |

1. ↑  歐洲盃賽冠軍盃上陣
2. ↑  英格蘭社區盾上陣
3. ↑  英格蘭足總會員盃上陣

## 領隊數據
最後更新：2022年5月15日前的比賽
| 球隊           | 起            | 迄            | 記錄  | 記錄 | 記錄 | 記錄 | 記錄  |
| 球隊           | 起            | 迄            | 場次  | 勝   | 和   | 負   | 勝率% |
| -------------- | ------------- | ------------- | ----- | ---- | ---- | ---- | ----- |
| 梅頓赫德       | 1996年7月1日  | 2003年6月30日 | 330   | 132  | 74   | 124  | 40.0  |
| 漢普頓列治蒙堡 | 2003年7月1日  | 2011年5月23日 | 388   | 181  | 93   | 114  | 46.6  |
| 布倫特里       | 2011年5月23日 | 2015年4月17日 | 200   | 81   | 40   | 79   | 40.5  |
| 梅頓赫德       | 2015年5月5日  | 現在          | 332   | 132  | 73   | 127  | 39.8  |
| 總計           | 總計          | 總計          | 1,250 | 526  | 280  | 444  | 42.1  |

## 個人生活
迪雲西的父親萊斯是一名職業足球運動員，效力於車士打城和水晶宮等球會。
他有一匹以他的名字命名的賽馬。